# Champions de la Terre
 (juin 2022).
Ne doit pas être confondu avec Défenseurs de la Terre.

Gisèle Bündchen, récompensant les lauréats des Champions de la Terre en 2014.

Les Champions de la Terre (en anglais : Champions of the Earth) est un programme des Nations unies pour l'environnement (en anglais : United Nations Environment Programme, (UNEP)), créé en 2005 pour récompenser les leaders environnementaux exceptionnels des secteurs public et privé et de la société civile. En règle générale, cinq à sept lauréats sont sélectionnés chaque année. Chaque lauréat est invité à une cérémonie de remise de trophée, à un discours d’acceptation et à une conférence de presse. Aucune récompense financière n'est conférée. Ce programme de prix succède au Palmarès mondial des 500. 
En 2017, le programme a été élargi pour inclure les Jeunes champions de la Terre - un prix tourné vers l'avenir pour récompenser les innovateurs talentueux, âgés de 18 à 30 ans, qui démontrent un potentiel exceptionnel pour créer un impact environnemental positif. L'initiative est menée en partenariat avec Covestro, entreprise chimique spécialisée dans la science des matériaux, issue d'une scission de Bayer en 2015, et qui détient toujours 53 % de cette dernière.

## Lauréats

### 2021
- Sea Women of Melanesia - Inspiration et Action
- Sir David Attenborough - Réalisation de toute une vie
- Maria Kolesnikova - Vision entrepreneuriale
- Mia Mottley - Leadership politique
- Gladys Kalema-Zikusoka - Science et Innovation

### 2020
- Mindy Lubber - Vision entrepreneuriale
- Robert Bullard - Réalisations
- Nemonte Nenquimo - Inspiration et Action
- Franck Bainimarama - Leadership politique
- Yacouba Sawadogo - Inspiration et Action
- Dr Fabian Leendertz - Science et Innovation

### 2019
- Costa Rica  - Leadership politique pour son rôle de pionnier dans la lutte contre le changement climatique
- Fridays For Future - Inspiration et Action
- Katharine Hayhoe - Science et Innovation
- Ant Forest - Inspiration et Action
- Patagonia  - Vision entrepreneuriale

### 2018
- Narendra Modi - Leadership politique
- Emmanuel Macron - Leadership politique[2].
- Beyond Meat - Science et Innovation
- Impossible Foods - Science et Innovation
- Aéroport international de Cochin - Vision entrepreneuriale
- Zhejiang’s Green Rural Revival Programme - Inspiration et Action
- Joan Carling - Réalisations

### 2017
- Michelle Bachelet - Leadership politique
- Paul Newman et le Goddard Space Flight Center de la NASA - Science et Innovation[3]
- Mobike - Vision entrepreneuriale
- Jeff Orlowski - Inspiration et Action
- Saihanba Afforestation Community - Inspiration et Action
- Christopher I'Anson - Champion général
- Wang Wenbiao - Réalisations

### 2016
- Afroz Shah - Inspiration et Action
- Berta Cáceres - Inspiration et Action
- José Sarukhán Kermez (en) - Réalisations
- Leyla Acaroglu (en) - Science et Innovation
- l'agence marocaine pour l'énergie solaire - Vision entrepreneuriale
- Paul Kagame - Leadership politique

### 2015
- Sheikh Hasina, Bangladesh - Leadership politique
- Black Mamba APU- Inspiration et Action
- National Geographic Society - Science et Innovation
- Natura Brasil - Vision entrepreneuriale
- Paul Polman - Vision entrepreneuriale[4]

### 2014
- Boyan Slat - Inspiration et Action
- Fatima Jibrell, Somalie - Protection de l'environnement
- Susilo Bambang Yudhoyono - Leadership politique
- Tommy Remengesau, Jr - Leadership politique
- Mario José Molina-Pasquel Henríquez - Réalisations
- Robert Watson - Science et Innovation
- Sylvia Earle - Réalisations
- US Green Building Council (en) - Vision entrepreneuriale

### 2013
- Janez Potočnik - Leadership politique
- Brian McClendon (en) -  Vision entrepreneuriale
- Carlo Petrini - Inspiration et Action
- Izabella Teixeira (en) - Leadership politique
- Jack Dangermond - Vision entrepreneuriale
- Martha Isabel Ruiz Corzo - Inspiration et Action
- Veerabhadran Ramanathan - Science et Innovation

### 2012
- Tsakhiagiyn Elbegdorj, Mongolie - Leadership politique
- Fabio Coletti Barbosa, Brésil (CEO de Grupe Abril) et Dr Sultan Ahmed al Jaber, Émirats arabes unis  (CEO de Masdar) - Vision entrepreneuriale
- Bertrand Piccard, Suisse - Inspiration et Action
- Sander van der Leeuw, Pays-Bas - Science et Innovation

Prix spécial
- Samson Parashina, Kenya - Initiatives locales

### 2011
- Felipe Calderón, Mexique - Leadership politique
- Olga Speranskaya, Russie - Science et Innovation
- Zhang Yue, Broad Group (en), Chine - Vision entrepreneuriale
- Louis Palmer (en), Suisse - Inspiration et Action (co-winner)
- Angélique Kidjo, Bénin - Inspiration et Action (co-winner)
- Veerabhadran Ramanathan

### 2010
- Mohamed Nasheed, Maldives - Leadership politique
- Taro Takahashi, Japon - Science et Innovation
- Vinod Khosla, Inde - Vision entrepreneuriale
- Mostapha Zaher, Afghanistan - Inspiration et Action (co-winner)
- Zhou Xun, Chine - Inspiration et Action (co-winner)

Prix spécial
- Bharrat Jagdeo, Guyana - Protection de la biodiversité et gestion des écosystèmes

### 2009
- Erik Solheim, Norvège - Leadership politique (co-winner)
- Kevin Conrad et la Coalition for Rainforest Nations, Papuasie Nouvelle Guinée - Leadership politique (co-winner)
- Janine Benyus, États-Unis - Science et Innovation
- Ron Gonen, États-Unis  - Vision entrepreneuriale
- Tulsi Tanti, Inde - Vision entrepreneuriale
- Yann Arthus-Bertrand, France - Inspiration et Action

### 2008
- Balgis Osman-Elasha, Soudan - pour son travail sur les changements climatiques et leurs adaptations dans le nord et l'est de l'Afrique.
- Atiq Rahman, Bangladesh - Pour son expérience nationale et internationale en matière de développement durable, environnement et gestion des ressources.
- Albert II de Monaco, Monaco : Pour son engagement en faveur du développement durable à Monaco. Sous sa direction, Monaco applique désormais une politique exemplaire de réduction des émissions de CO2  dans toutes les sphères de la société et dans le secteur des entreprises.
- Liz Thompson, Barbade - Pour son travail exceptionnel aux niveaux national et international. Elle est l'un des leaders reconnus sur les questions environnementales des petits États insulaires en développement (PEID).
- Tim Wirth, États-Unis - Pour son travail à la tête du Fonds de la Fondation des Nations unies et de Better World, il a fait de l'environnement une priorité et a mobilisé des ressources pour y remédier.
- Abdul-Qader Ba-Jammal, Yémen : Pour ses politiques environnementales en tant que ministre puis en tant que Premier ministre du Yémen. Il a créé le ministère de l'eau et de l'environnement et l'autorité de protection de l'environnement.

Prix spécial
- Helen Clark, Nouvelle-Zélande - Pour ses stratégies environnementales et ses trois initiatives - le système d'échange de droits d'émission, la stratégie énergétique et la stratégie d'efficacité énergétique et de conservation.

### 2007
- Cherif Rahmani, Algérie - Pour avoir fait progresser le droit de l'environnement en Algérie et avoir traité le problème de la désertification ;
- Elisea "Bebet" Gillera Gozun, Philippines - Pour avoir fait avancer l'agenda environnemental dans son pays natal, les Philippines, en gagnant la confiance des chefs d'entreprise, des organisations non gouvernementales et des décideurs politiques;
- Viveka Bohn, Suède - Pour son rôle de premier plan dans les négociations multilatérales et son leadership dans les efforts mondiaux visant à assurer la sécurité chimique;
- Marina Silva, Brésil - Pour son combat inlassable pour protéger la forêt amazonienne tout en tenant compte les besoins des personnes qui utilisent les ressources naturel de la forêt dans leur vie quotidienne;
- Al Gore, États-Unis - Pour avoir fait de la protection de l'environnement un pilier de sa fonction publique et pour avoir sensibilisé le monde aux dangers de l'augmentation des émissions de gaz à effet de serre;
- Hassan ben Talal, Jordanie - Pour sa conviction dans la collaboration transfrontalière visant à protéger l'environnement et à traiter les problèmes environnementaux de manière globale;

Prix spécial
- Jacques Rogge et le Comité international olympique (IOC) - Pour faire avancer l'agenda du sport et de l'environnement en fournissant des ressources plus importantes au développement durable et en introduisant des exigences environnementales strictes pour les villes soumissionnant pour accueillir les Jeux Olympiques

### 2006
- Rosa Elena Simeon Negrin (en), Cuba
- Women's Environment & Development Organization (en)
- Tewolde Berhan Gebre Egziabher, Éthiopie
- Masoumeh Ebtekar, Iran
- Mohamed El-Ashry, Égypte
- Tommy Koh Thong Bee (en), Singapour
- Mikhaïl Gorbatchev, Russie
- Stephanie George, Nouvelle-Zélande

### 2005
- Jigme Singye Wangchuck et le peuple du Bhoutan, Bhoutan
- Zayed ben Sultan Al Nahyane, Émirats arabes unis
- Thabo Mbeki, Afrique du Sud
- Bartholomée Ier de Constantinople, Grèce
- Sheila Watt-Cloutier, Canada
- Julia Carabias Lillo, Mexique
- Zhou Qiang (en) et la fédération de la jeunesse de Chine, Chine

## Jeunes Champions de la Terre

### 2020
Xiaoyuan Ren, Chine ; Vidyut Mohan, Inde ; Nzambi Matee, Kenya ; Nira Alicia Garcia, États-Unis ; Max Hidalgo Quinto, Pérou ; Lefteris Arapakis, Grèce ; Fatemah Alzelzela, Koweït

### 2019
Molly Burhans, États-Unis ; Omar Itani, Liban ; Sonika Manandhar (en), Népal ; Marianna Muntianu, Russie ; Louise Mabulo (en), Philippines ; Anna Luísa Beserra (en), Brésil ; Adjany Costa, Angola

### 2018
Shady Rabab, Égypte ; Miranda Wang, États-Unis ; Miao Wang, Chine ; Hugh Weldon, Irlande ; Heba Al-Farra, Koweït ; Gator Halpern, Bahamas ; Arpit Dhupar, Inde.

### 2017
Omer Badokhon, Yémen ; Adam Dixon, Europe ; Kaya Dorey, Amérique du Nord ; Eritai Kateibwi, Asie & Pacifique ; Mariama Mamane, Afrique ; Liliana Jaramillo Pazmiño, Amérique Latine & Caraïbes

## Sources
- (en) Cet article est partiellement ou en totalité issu de l’article de Wikipédia en anglais intitulé « Champions of the Earth » (voir la liste des auteurs).